# Skarbkowa
Skarbkowa [pronunciación en polaco: /skarpˈkɔva/] es un pueblo ubicado en el distrito administrativo de Gmina Sadkowice, dentro del Distrito de Rawa, Voivodato de Łódź, en Polonia central. Se encuentra aproximadamente a 10 kilómetros (6 mi) al sureste de Sadkowice, a 28 kilómetros al sureste de Rawa Mazowiecka, y a 81 kilómetros al este de la capital regional Łódź.